# Taranto Football Club 1927 2016-2017
Questa pagina raccoglie i dati riguardanti il Taranto Football Club 1927 nelle competizioni ufficiali della stagione 2016-2017.

## Stagione
Il Taranto, in questa stagione, ha partecipato alla Lega Pro in seguito al ripescaggio avvenuto nei mesi estivi. Ha chiuso il campionato in ultima posizione con 30 punti, retrocedendo in Serie D. Ha cambiato quattro allenatori, senza trovare la strada che portava alla salvezza. Con 8 reti realizzate Alessio Viola è stato il miglior realizzatore stagionale dei rossoblù. Qualche soddisfazione arriva nella Coppa Italia di Lega Pro nella quale il Taranto vince il girone L di qualificazione, poi nei sedicesimi elimina il Cosenza, pareggiando (1-1) la gara e vincendo (4-3) ai calci di rigore. Negli ottavi ha la meglio (1-0) sul Messina, mentre nei quarti viene eliminato dal Matera, che si impone allo Iacovone (0-1).

## Divise e sponsor
Lo sponsor tecnico per la stagione 2016-2017 (la terza consecutiva) è Joma mentre gli sponsor ufficiali sono la Birra Raffo, la Cooperativa Prisma e Canale85.
| Casa | Trasferta | Terza divisa |

## Organigramma societario
Di seguito sono riportati i membri dello staff del Taranto.
Area direttiva
- Presidente: Elisabetta Zelatore
- Presidente onorario: Michele Di Fonzo
- Vicepresidente: Antonio Bongiovanni
- Direttore generale: Aldo Roselli
- Consiglieri di amministrazione: Antonio Bongiovanni, Riccardo Caracuta, Pasquale Di Napoli, Martino Cecere, Felice Pagano, Carlo Raffo.
- Segretario: Rocco Gaetani

Staff tecnico
- Allenatore: Salvatore Ciullo
- Allenatore in seconda:
- Match analyst: Antonio Finamore
- Direttore sportivo: Franco Dellisanti fino al 7 dicembre 2016
- General manager: Maurizio De Poli
- Collaboratore tecnico: Enzo Gagliano
- Preparatore atletico: Giovanni La Mazza
- Preparatore dei portieri: Gianfranco Maggio
- Magazzinieri: Aldo Scardino e Francesco Scarano

Area Sanitaria
- Responsabile sanitario: Carlo Milani
- Nutrizionista: Francesco Settembrini
- Fisioterapisti: Aldo Portulano e Marina Gigante
- Massaggiatore: Sante Simone

## Rosa
Di seguito è riportata la rosa del Taranto.
| N. |                      | Ruolo | Calciatore                        |
| -- | -------------------- | ----- | --------------------------------- |
| 1  | Italia (bandiera)    | P     | Roberto Maurantonio               |
| 2  | Italia (bandiera)    | D     | Francesco De Giorgi               |
| 3  | Italia (bandiera)    | D     | Francesco Pambianchi (capitano)   |
| 4  | Italia (bandiera)    | C     | Elio Nigro                        |
| 5  | Italia (bandiera)    | C     | Lorenzo Paolucci                  |
| 6  | Italia (bandiera)    | D     | Mariano Stendardo (vice capitano) |
| 7  | Italia (bandiera)    | C     | Francesco Potenza                 |
| 8  | Italia (bandiera)    | C     | Gianluca Sampietro                |
| 9  | Italia (bandiera)    | A     | Simone Magnaghi                   |
| 10 | Italia (bandiera)    | A     | Mauro Bollino                     |
| 10 | Argentina (bandiera) | A     | Juan Manuel Cobelli               |
| 11 | Italia (bandiera)    | A     | Pietro Balistreri                 |
| 12 | Italia (bandiera)    | P     | Pierluca Pizzaleo                 |
| 13 | Italia (bandiera)    | D     | Leonardo De Salve                 |
| 14 | Italia (bandiera)    | D     | Antonio Boccadamo                 |
| 15 | Italia (bandiera)    | A     | Davide Cardea                     |
| 16 | Italia (bandiera)    | D     | Vito Russo                        |
| 17 | Italia (bandiera)    | C     | Filippo Balzano                   |
| 18 | Italia (bandiera)    | D     | Errico Altobello                  |
| 19 | Italia (bandiera)    | C     | Simone Fanelli                    |
| 21 | Spagna (bandiera)    | C     | Toni García                       |

| N. |                    | Ruolo | Calciatore                   |
| -- | ------------------ | ----- | ---------------------------- |
| 22 | Russia (bandiera)  | P     | Artem Makarov                |
| 23 | Italia (bandiera)  | D     | Pellegrino Albanese          |
| 23 | Camerun (bandiera) | D     | Thomas Som                   |
| 24 | Italia (bandiera)  | C     | Alessio Langellotti          |
| 25 | Italia (bandiera)  | C     | Giovanni Giunta              |
| 26 | Italia (bandiera)  | C     | Fabrizio Lo Sicco            |
| 27 | Camerun (bandiera) | A     | Franck Cedric Njiki Tchoutou |
| 27 | Italia (bandiera)  | D     | Alessio Benedetti            |
| 28 | Gambia (bandiera)  | C     | Yusupha Bobb                 |
| 28 | Italia (bandiera)  | C     | Stefano Maiorano             |
| 29 | Italia (bandiera)  | A     | Alessio Viola                |
| 30 | Italia (bandiera)  | P     | Andrea De Toni               |
| 33 | Italia (bandiera)  | C     | Giuseppe Pirrone             |
| 36 | Italia (bandiera)  | C     | Rocco Girardi                |
| 37 | Italia (bandiera)  | A     | Francesco Ranieri            |
| 42 | Italia (bandiera)  | A     | Michele Emmausso             |
| 43 | Italia (bandiera)  | D     | Daniel Di Nicola             |
| 44 | Italia (bandiera)  | C     | Luca Guadalupi               |
| 45 | Italia (bandiera)  | D     | Kevin Magri                  |
| 46 | Italia (bandiera)  | P     | Nikita Contini               |
| 47 | Italia (bandiera)  | A     | Mattia Cecconello            |

## Calciomercato
Di seguito sono riportati i trasferimenti del calciomercato 2016-2017 del Taranto.

### Sessione estiva(dal 01/07 al 31/08)
| Acquisti | Acquisti             | Acquisti       | Acquisti      |
| R.       | Nome                 | da             | Modalità      |
| -------- | -------------------- | -------------- | ------------- |
| P        | Roberto Maurantonio  | Akragas        | definitivo    |
| P        | Artem Makarov        | Fiorentina     | prestito      |
| P        | Andrea De Toni       |                | svincolato    |
| D        | Pellegrino Albanese  | Herculaneum    | definitivo    |
| D        | Errico Altobello     | Lucchese       | definitivo    |
| D        | Mariano Stendardo    | Fidelis Andria | prestito      |
| D        | Ivan Lecce           | Matelica       | fine prestito |
| D        | Alessandro Merico    | Grottaglie     | fine prestito |
| D        | Pierluigi Cimino     | Manfredonia    | fine prestito |
| C        | Elio Nigro           | Delta Rovigo   | definitivo    |
| C        | Francesco Potenza    | Maceratese     | definitivo    |
| C        | Toni García          | Europa FC      | definitivo    |
| C        | Filippo Balzano      | Budoni         | definitivo    |
| C        | Alessio Langellotti  | Torrecuso      | definitivo    |
| C        | Gianluca Sampietro   | Sampdoria      | definitivo    |
| C        | Francesco Guidelli   | Scafatese      | definitivo    |
| C        | Lorenzo Paolucci     | Pescara        | prestito      |
| C        | Fabrizio Lo Sicco    | Pistoiese      | definitivo    |
| C        | Simone Fanelli       | Bisceglie      | definitivo    |
| C        | Yusupha Bobb         | Chievo         | prestito      |
| C        | Francesco Fonzino    | Gallipoli      | fine prestito |
| C        | Simone Di Pietro     | Grottaglie     | fine prestito |
| C        | Giuseppe Pirrone     | Pavia          | svincolato    |
| C        | Vito Carbone         | Gallipoli      | fine prestito |
| A        | Pietro Balistreri    | Foligno        | definitivo    |
| A        | Mauro Bollino        | Fidelis Andria | definitivo    |
| A        | Frank Cedric         | Roma           | prestito      |
| A        | Simone Magnaghi      | Atalanta       | definitivo    |
| A        | Alessio Viola        | Foggia         | definitivo    |
| A        | Andrea Paladini      | Leverano       | fine prestito |
| A        | Gianluca Bottiglione | Grottaglie     | fine prestito |

| Cessioni | Cessioni             | Cessioni            | Cessioni      |
| R.       | Nome                 | a                   | Modalità      |
| -------- | -------------------- | ------------------- | ------------- |
| P        | Victor De Lucia      | Catanzaro           | definitivo    |
| P        | Daniele Giordano     |                     | svincolato    |
| D        | Vincenzo Guardiglio  | Potenza             | definitivo    |
| D        | Ivan Lecce           | Manfredonia         | definitivo    |
| D        | Odigwe Nosa          | Sanremese           | definitivo    |
| D        | Alessandro Merico    |                     | svincolato    |
| D        | Nicholas Ibojo       |                     | svincolato    |
| D        | Pierluigi Cimino     |                     | svincolato    |
| D        | Salvatore Marseglia  | Latina              | fine prestito |
| C        | Jean Mbida           | Nardò               | definitivo    |
| C        | Riccardo Ammirati    | AlbinoLeffe         | definitivo    |
| C        | Pietro Voltasio      | Campobasso          | definitivo    |
| C        | Giampaolo Ciarcià    | Cavese              | definitivo    |
| C        | Angelo Chiavazzo     | Vibonese            | definitivo    |
| C        | Vito Carbone         | Madre Pietra Daunia | definitivo    |
| C        | Francesco Guidelli   | Sarnese             | definitivo    |
| C        | Simone Fanelli       | Gravina             | prestito      |
| C        | Francesco Fonzino    |                     | svincolato    |
| C        | Simone Di Pietro     |                     | svincolato    |
| C        | Francesco Gaetano    | Napoli              | fine prestito |
| C        | Massimiliano Marsili | Fondi               | fine prestito |
| A        | Angelo Scalzone      | Torres              | definitivo    |
| A        | Francesco Alvino     | Nocerina            | definitivo    |
| A        | Giuseppe Silcari     | Nocerina            | definitivo    |
| A        | Giuseppe Genchi      | Monopoli            | definitivo    |
| A        | Cristiano Ancora     | FC Francavilla      | definitivo    |
| A        | Andrea Paladini      | Hellas Taranto      | definitivo    |
| A        | David Yeboah         | Gelbison            | definitivo    |
| A        | Gianluca Bottiglione |                     | svincolato    |
| A        | Giovanni Lombardi    | Napoli              | fine prestito |

### Sessione invernale(dal 03/01 al 31/01)
| Acquisti | Acquisti            | Acquisti     | Acquisti   |
| R.       | Nome                | da           | Modalità   |
| -------- | ------------------- | ------------ | ---------- |
| D        | Thomas Som          |              | svincolato |
| D        | Daniel Di Nicola    | Pescara      | prestito   |
| A        | Michele Emmausso    | Genoa        | prestito   |
| C        | Luca Guadalupi      | Bari         | prestito   |
| D        | Kevin Magri         | L.R. Vicenza | prestito   |
| P        | Nikita Contini      | Carrarese    | prestito   |
| A        | Mattia Cecconello   | L.R. Vicenza | prestito   |
| A        | Juan Manuel Cobelli | PKNS FC      | definitivo |
| C        | Stefano Maiorano    | Paganese     | prestito   |
| D        | Alessio Benedetti   | Torino       | prestito   |

| Cessioni | Cessioni            | Cessioni   | Cessioni      |
| R.       | Nome                | a          | Modalità      |
| -------- | ------------------- | ---------- | ------------- |
| D        | Pellegrino Albanese | Nocerina   | definitivo    |
| C        | Alessio Langellotti | Gravina    | prestito      |
| C        | Toni García         |            | svincolato    |
| P        | Artem Makarov       | Fiorentina | fine prestito |
| C        | Franck Cedric       | Roma       | fine prestito |
| A        | Mauro Bollino       | Paganese   | prestito      |
| C        | Yusupha Bobb        | Chievo     | fine prestito |
| A        | Juan Manuel Cobelli |            | svincolato    |

## Risultati

### Lega Pro

#### Girone di andata
| Arbitro: | Amoroso (Paola) |

|              |           |                      |
| Stendardo 9’ | Marcatori | 66’ (rig.) Infantino |

| Arbitro: | Perotti (Legnano) |

|  |           |             |
|  | Marcatori | 59’ Bollino |

| Taranto 11 settembre 2016, ore 20:30 CEST 3ª giornata | Taranto            | 0 – 0 referto | Siracusa | Stadio Erasmo Iacovone (7 000 spett.)\| Arbitro: \| Valiante (Salerno) \| |
| Arbitro:                                              | Valiante (Salerno) |               |          |                                                                           |

| Arbitro: | Viotti (Tivoli) |

|                          |           |                     |
| Giannone 54’ (rig.), 77’ | Marcatori | 24’ (rig.) A. Viola |

| Arbitro: | D'Apice (Arezzo) |

|                                   |           |  |
| Bollino 27’ A. Viola 90+4’ (rig.) | Marcatori |  |

| Arbitro: | Prontera (Bologna) |

|                             |           |  |
| Angelo 53’ A. Letizia 90+3’ | Marcatori |  |

| Taranto 2 ottobre 2016, ore 20:30 CEST 7ª giornata | Taranto                  | 0 – 0 referto | Catania | Stadio Erasmo Iacovone (7 300 spett.)\| Arbitro: \| Guccini (Albano Laziale) \| |
| Arbitro:                                           | Guccini (Albano Laziale) |               |         |                                                                                 |

| Arbitro: | Paterna (Teramo) |

|                                             |           |                |
| Carcione 8’ (rig.) Di Bari 14’ Giovinco 53’ | Marcatori | 74’ Balistreri |

| Arbitro: | Proietti (Terni) |

|  |           |                            |
|  | Marcatori | 47’ Albadoro 90+2’ Bombagi |

| Arbitro: | Zingarelli (Siena) |

|               |           |              |
| D. Marino 86’ | Marcatori | 21’ A. Viola |

| Arbitro: | Mantelli (Brescia) |

|           |           |              |
| Nigro 60’ | Marcatori | 32’ Pozzebon |

| Arbitro: | Schirru (Nichelino) |

|                           |           |  |
| Reginaldo 3’ Maiorano 48’ | Marcatori |  |

| Arbitro: | Ranaldi (Tivoli) |

|                                    |           |                                    |
| Idda 21’ (aut.) Bollino 73’ (rig.) | Marcatori | 16’ M. Nzola 48’ Prezioso 62’ Idda |

| Arbitro: | Pasciuta (Agrigento) |

|                                          |           |                            |
| Tripicchio 45+2’ Pambianchi 90+2’ (aut.) | Marcatori | 16’ De Giorgi 66’ Paolucci |

| Arbitro: | Paolini (Ascoli Piceno) |

|  |           |            |
|  | Marcatori | 10’ Tsonev |

| Arbitro: | Piscopo (Imperia) |

|             |           |  |
| Montini 87’ | Marcatori |  |

| Arbitro: | Tursi (San Giovanni Valdarno) |

|                                   |           |  |
| Altobello 41’ A. Viola 74’ (rig.) | Marcatori |  |

| Arbitro: | Meraviglia (Pistoia) |

|  |           |                           |
|  | Marcatori | 31’ Magnaghi 67’ A. Viola |

| Taranto 18 dicembre 2016, ore 16.30 CET 19ª giornata | Taranto           | 0 – 0 referto | Juve Stabia | Stadio Erasmo Iacovone (4 000 spett.)\| Arbitro: \| Massimi (Termoli) \| |
| Arbitro:                                             | Massimi (Termoli) |               |             |                                                                          |

#### Girone di ritorno
| Arbitro: | Valiante (Salerno) |

|                 |           |  |
| Casoli 45’, 50’ | Marcatori |  |

| Arbitro: | Volpi (Arezzo) |

|  |           |                                            |
|  | Marcatori | 21’ (rig.) Statella 34’ Gambino 70’ Baclet |

| Siracusa 21 gennaio 2017, ore 14.30 CET 22ª giornata | Siracusa            | 0 – 0 referto | Taranto | Stadio Nicola De Simone (2 008 spett.)\| Arbitro: \| Provesi (Treviglio) \| |
| Arbitro:                                             | Provesi (Treviglio) |               |         |                                                                             |

| Taranto 28 gennaio 2017, ore 14.30 CET 23ª giornata | Taranto                 | 0 – 0 referto | Casertana | Stadio Erasmo Iacovone (3 000 spett.)\| Arbitro: \| Luciano (Lamezia Terme) \| |
| Arbitro:                                            | Luciano (Lamezia Terme) |               |           |                                                                                |

| Arbitro: | Mei (Pesaro) |

|                  |           |              |
| Tito 38’ Aya 90’ | Marcatori | 14’ A. Viola |

| Arbitro: | Guccini (Albano Laziale) |

|                            |           |  |
| Magnaghi 59’ De Giorgi 83’ | Marcatori |  |

| Catania 18 febbraio 2017, ore 14.30 CET 26ª giornata | Catania            | 0 – 0 referto | Taranto | Stadio Angelo Massimino (7 910 spett.)\| Arbitro: \| Camplone (Pescara) \| |
| Arbitro:                                             | Camplone (Pescara) |               |         |                                                                            |

| Arbitro: | Cudini (Fermo) |

|              |           |  |
| Magnaghi 57’ | Marcatori |  |

| Arbitro: | Guida (Salerno) |

|             |           |              |
| Gambino 69’ | Marcatori | 46’ A. Viola |

| Arbitro: | Capraro (Cassino) |

|  |           |                                |
|  | Marcatori | 17’ (rig.) Cocuzza 59’ Coppola |

| Arbitro: | Paterna (Teramo) |

|                                       |           |              |
| Anastasi 3’ Foresta 9’ Milinkovic 90’ | Marcatori | 87’ Emmausso |

| Arbitro: | Andreini (Forlì) |

|  |           |                                                             |
|  | Marcatori | 9’ Firenze 45+1’ (rig.) Cicerelli 79’ Reginaldo 88’ Parlati |

| Arbitro: | Tursi (San Giovanni Valdagno) |

|                       |           |                           |
| Triarico 65’ Idda 88’ | Marcatori | 11’ Emmausso 71’ Magnaghi |

| Arbitro: | Dionisi (L'Aquila) |

|  |           |             |
|  | Marcatori | 55’ Coralli |

| Arbitro: | Fourneau (Roma) |

|                                             |           |  |
| Lepore 24’ (rig.) Torromino 27’ Doumbia 83’ | Marcatori |  |

| Arbitro: | Prontera (Bologna) |

|  |           |              |
|  | Marcatori | 90+2’ Genchi |

| Arbitro: | Guccini (Albano Laziale) |

|                        |           |  |
| C. Foggia 90+1’ (rig.) | Marcatori |  |

| Arbitro: | Pagliardini (Arezzo) |

|                |           |                    |
| A. Viola 90+2’ | Marcatori | 11’ Sowe 39’ Bubas |

| Arbitro: | Guarnieri (Empoli) |

|               |           |  |
| Rosafio 90+2’ | Marcatori |  |

### Coppa Italia Lega Pro

#### Girone L
| Arbitro: | De Tullio (Bari) |

|                   |           |             |
| Magnaghi 75’, 79’ | Marcatori | 73’ De Vena |

| Arbitro: | Boggi (Salerno) |

|                               |           |            |
| D'Agostino 32’ Tiscione 90+6’ | Marcatori | 59’ Cardea |

Classifica finale
| Squadra | P.ti | G | V | N | P | GF | GS | DR |
| ------- | ---- | - | - | - | - | -- | -- | -- |
| Taranto | 3    | 2 | 1 | 0 | 1 | 3  | 3  | 0  |
| Fondi   | 3    | 2 | 1 | 0 | 1 | 3  | 3  | 0  |
| Melfi   | 3    | 2 | 1 | 0 | 1 | 3  | 3  | 0  |

#### Fase ad eliminazione diretta

##### Sedicesimi di finale
| Arbitro: | Garofalo (Torre del Greco) |

|                                          |                      |                                        |
| Stendardo 75’                            | Marcatori            | 90+3’ Statella                         |
| Cedric Bobb Boccadamo Balzano Balistreri | Tiri di rigore 4 – 3 | Baclet Statella Corsi Capece Cavallaro |

##### Ottavi di finale
| Arbitro: | Marchetti (Ostia Lido) |

|              |           |  |
| Lo Sicco 39’ | Marcatori |  |

##### Quarti di finale
| Arbitro: | Balice (Termoli) |

|  |           |           |
|  | Marcatori | 15’ Negro |

## Statistiche
Statistiche aggiornate al 27 aprile 2017

### Statistiche di squadra
| Competizione          | Punti | In casa | In casa | In casa | In casa | In casa | In casa | In trasferta | In trasferta | In trasferta | In trasferta | In trasferta | In trasferta | Totale | Totale | Totale | Totale | Totale | Totale | DR  |
| Competizione          | Punti | G       | V       | N       | P       | Gf      | Gs      | G            | V            | N            | P            | Gf           | Gs           | G      | V      | N      | P      | Gf     | Gs     | DR  |
| --------------------- | ----- | ------- | ------- | ------- | ------- | ------- | ------- | ------------ | ------------ | ------------ | ------------ | ------------ | ------------ | ------ | ------ | ------ | ------ | ------ | ------ | --- |
| Lega Pro              | 30    | 19      | 4       | 6       | 9       | 12      | 21      | 19           | 2            | 6            | 10           | 13           | 27           | 38     | 6      | 12     | 19     | 35     | 48     | -13 |
| Coppa Italia Lega Pro | 3     | 4       | 2       | 1       | 1       | 4       | 3       | 1            | 0            | 0            | 1            | 1            | 2            | 5      | 2      | 1      | 2      | 5      | 4      | +1  |
| Totale                | 33    | 23      | 6       | 7       | 10      | 16      | 24      | 20           | 2            | 6            | 11           | 14           | 29           | 43     | 8      | 13     | 21     | 40     | 52     | -12 |

### Andamento in campionato
| Giornata  | 1 | 2 | 3 | 4 | 5 | 6 | 7 | 8  | 9  | 10 | 11 | 12 | 13 | 14 | 15 | 16 | 17 | 18 | 19 | 20 | 21 | 22 | 23 | 24 | 25 | 26 | 27 | 28 | 29 | 30 | 31 | 32 | 33 | 34 | 35 | 36 | 37 | 38 |
| --------- | - | - | - | - | - | - | - | -- | -- | -- | -- | -- | -- | -- | -- | -- | -- | -- | -- | -- | -- | -- | -- | -- | -- | -- | -- | -- | -- | -- | -- | -- | -- | -- | -- | -- | -- | -- |
| Luogo     | C | T | C | T | C | T | C | T  | C  | T  | C  | T  | C  | T  | C  | T  | C  | T  | C  | T  | C  | T  | C  | T  | C  | T  | C  | T  | C  | T  | C  | T  | C  | T  | C  | T  | C  | T  |
| Risultato | N | V | N | P | V | P | N | P  | P  | N  | N  | P  | P  | N  | P  | P  | V  | V  | N  | P  | P  | N  | N  | P  | V  | N  | V  | N  | P  | P  | P  | N  | P  | P  | P  | P  | P  | P  |
| Posizione | 7 | 4 | 5 | 9 | 6 | 8 | 8 | 11 | 12 | 14 | 14 | 16 | 18 | 18 | 19 | 19 | 17 | 14 | 14 | 15 | 16 | 16 | 16 | 17 | 16 | 15 | 14 | 15 | 15 | 16 | 18 | 18 | 18 | 19 | 20 | 20 | 20 | 20 |

Fonte:  EVOLUZIONE CLASSIFICA LEGA PRO GIRONE C 16/17, su transfermarkt.it.
Legenda:

Luogo: C = Casa; T = Trasferta. Risultato: V = Vittoria; N = Pareggio; P = Sconfitta.

### Statistiche dei giocatori
Sono in corsivo i calciatori che hanno lasciato la società a stagione in corso.
| Giocatore      | Lega Pro | Lega Pro | Lega Pro    | Lega Pro   | Coppa Italia Lega Pro | Coppa Italia Lega Pro | Coppa Italia Lega Pro | Coppa Italia Lega Pro | Totale   | Totale | Totale      | Totale     |
| Giocatore      | Presenze | Reti     | Ammonizioni | Espulsioni | Presenze              | Reti                  | Ammonizioni           | Espulsioni            | Presenze | Reti   | Ammonizioni | Espulsioni |
| -------------- | -------- | -------- | ----------- | ---------- | --------------------- | --------------------- | --------------------- | --------------------- | -------- | ------ | ----------- | ---------- |
| P. Albanese    | 2        | 0        | 1           | 0          | 1                     | 0                     | 0                     | 0                     | 3        | 0      | 1           | 0          |
| E. Altobello   | 24       | 1        | 7           | 0          | 1                     | 0                     | 0                     | 0                     | 25       | 1      | 7           | 0          |
| P. Balistreri  | 10       | 1        | 0           | 0          | 2                     | 0                     | 0                     | 0                     | 12       | 1      | 0           | 0          |
| F. Balzano     | 18       | 0        | 1           | 0          | 5                     | 0                     | 0                     | 0                     | 23       | 0      | 1           | 0          |
| A. Benedetti   | -        | -        | -           | -          | -                     | -                     | -                     | -                     | -        | -      | -           | -          |
| Y. Bobb        | 14       | 0        | 2           | 0          | 1                     | 0                     | 0                     | 0                     | 15       | 0      | 2           | 0          |
| A. Boccadamo   | 1        | 0        | 0           | 0          | 3                     | 0                     | 2                     | 0                     | 4        | 0      | 2           | 0          |
| M. Bollino     | 19       | 3        | 4           | 0          | 1                     | 0                     | 0                     | 0                     | 20       | 3      | 4           | 0          |
| D. Cardea      | 0        | 0        | 0           | 0          | 3                     | 1                     | 1                     | 0                     | 3        | 1      | 1           | 0          |
| M. Cecconello  | -        | -        | -           | -          | -                     | -                     | -                     | -                     | -        | -      | -           | -          |
| F. Cedric      | 3        | 0        | 0           | 0          | 1                     | 0                     | 0                     | 0                     | 4        | 0      | 0           | 0          |
| J. Cobelli     | 7        | 0        | 0           | 0          | 1                     | 0                     | 0                     | 0                     | 8        | 0      | 0           | 0          |
| N. Contini     | 5        | -11      | 0           | 0          | 1                     | -1                    | 0                     | 0                     | 6        | -12    | 0           | 0          |
| F. De Giorgi   | 34       | 2        | 6           | 0          | 2                     | 0                     | 0                     | 0                     | 36       | 2      | 6           | 0          |
| L. De Salve    | 1        | 0        | 0           | 0          | 3                     | 0                     | 1                     | 0                     | 4        | 0      | 1           | 0          |
| A. De Toni     | 0        | -0       | 0           | 0          | -                     | -                     | -                     | -                     | 0        | -0     | 0           | 0          |
| D. Di Nicola   | 5        | 0        | 0           | 1          | 1                     | 0                     | 0                     | 0                     | 6        | 0      | 0           | 1          |
| M. Emmausso    | 8        | 2        | 0           | 1          | 1                     | 0                     | 0                     | 0                     | 9        | 2      | 0           | 1          |
| S. Fanelli     | 0        | 0        | 0           | 0          | 2                     | 0                     | 0                     | 0                     | 2        | 0      | 0           | 0          |
| Toni García    | 13       | 0        | 1           | 0          | -                     | -                     | -                     | -                     | 13       | 0      | 1           | 0          |
| R. Girardi     | -        | -        | -           | -          | 2                     | 0                     | 0                     | 0                     | 2        | 0      | 0           | 0          |
| G. Giunta      | 2        | 0        | 0           | 0          | 2                     | 0                     | 0                     | 0                     | 4        | 0      | 0           | 0          |
| L. Guadalupi   | 8        | 0        | 1           | 0          | -                     | -                     | -                     | -                     | 8        | 0      | 1           | 0          |
| A. Langellotti | 3        | 0        | 0           | 0          | 4                     | 0                     | 0                     | 0                     | 7        | 0      | 0           | 0          |
| F. Lo Sicco    | 16       | 0        | 6           | 0          | 2                     | 1                     | 0                     | 0                     | 18       | 1      | 6           | 0          |
| S. Magnaghi    | 32       | 4        | 4           | 0          | 3                     | 2                     | 0                     | 0                     | 35       | 6      | 4           | 0          |
| K. Magri       | 9        | 0        | 2           | 0          | 1                     | 0                     | 0                     | 0                     | 10       | 0      | 2           | 0          |
| S. Maiorano    | 11       | 0        | 1           | 0          | -                     | -                     | -                     | -                     | 11       | 0      | 1           | 0          |
| A. Makarov     | -        | -        | -           | -          | 1                     | -2                    | 0                     | 0                     | 1        | -2     | 0           | 0          |
| R. Maurantonio | 30       | -33      | 4           | 0          | 1                     | -1                    | 0                     | 0                     | 31       | -34    | 4           | 0          |
| E. Nigro       | 28       | 1        | 6           | 0          | 2                     | 0                     | 0                     | 0                     | 30       | 1      | 6           | 0          |
| F. Pambianchi  | 30       | 0        | 6           | 1          | 3                     | 0                     | 0                     | 0                     | 33       | 0      | 6           | 1          |
| L. Paolucci    | 23       | 1        | 3           | 0          | 4                     | 0                     | 1                     | 0                     | 27       | 1      | 4           | 0          |
| G. Pirrone     | 12       | 0        | 0           | 0          | 2                     | 0                     | 0                     | 0                     | 14       | 0      | 0           | 0          |
| P. Pizzaleo    | 0        | -0       | 0           | 0          | 2                     | -1                    | 0                     | 0                     | 2        | -1     | 0           | 0          |
| F. Potenza     | 23       | 0        | 0           | 0          | 3                     | 0                     | 0                     | 0                     | 26       | 0      | 0           | 0          |
| F. Ranieri     | -        | -        | -           | -          | 2                     | 0                     | 0                     | 0                     | 2        | 0      | 0           | 0          |
| V. Russo       | 4        | 0        | 0           | 0          | 2                     | 0                     | 0                     | 0                     | 6        | 0      | 0           | 0          |
| G. Sampietro   | 15       | 0        | 1           | 0          | 4                     | 0                     | 1                     | 0                     | 19       | 0      | 2           | 0          |
| T. Som         | 9        | 0        | 1           | 0          | -                     | -                     | -                     | -                     | 9        | 0      | 1           | 0          |
| M. Stendardo   | 19       | 1        | 4           | 0          | 2                     | 1                     | 0                     | 0                     | 21       | 2      | 4           | 0          |
| A. Viola       | 29       | 7        | 4           | 0          | 2                     | 0                     | 0                     | 0                     | 31       | 7      | 4           | 0          |